# Carolina Gynning
Carolina Gynning Nilsson (Helsingborg, 6 oktober 1978) is een Zweeds model, televisiepersoonlijkheid en -presentator.
Gynning werd in 2004 bekend in Zweden als winnares van realityprogramma Big Brother. Ze schreef het boek Ego girl, waarin ze beschrijft hoe ze als zeventienjarig meisje ontdekt werd als fotomodel en in de wereld van seks en drugs verzeild raakte.
Op 4 april 2007 werd bekend dat ze samen met Carina Berg het vierde seizoen van de Zweedse Idols gaat presenteren.

## Borsten
Gynning was beroemd om haar siliconenborsten. Ze verklaarde in 2007 echter dat ze genoeg had van haar imago en haar borstimplantaten. De borstimplantaten zijn in 2007 verwijderd en verkocht op eBay. De opbrengst was voor een liefdadigheidsinstelling.
- Gemeinsame Normdatei: 1267647434
- International Standard Name Identifier: 0000 0003 7201 093X
- LIBRIS: 259700
- Virtual International Authority File: 63984748